# Phlogothauma scintillans
Phlogothauma scintillans är en fjärilsart som beskrevs av Butler 1882. Phlogothauma scintillans ingår i släktet Phlogothauma och familjen glasvingar. Inga underarter finns listade i Catalogue of Life.